# Changthangi

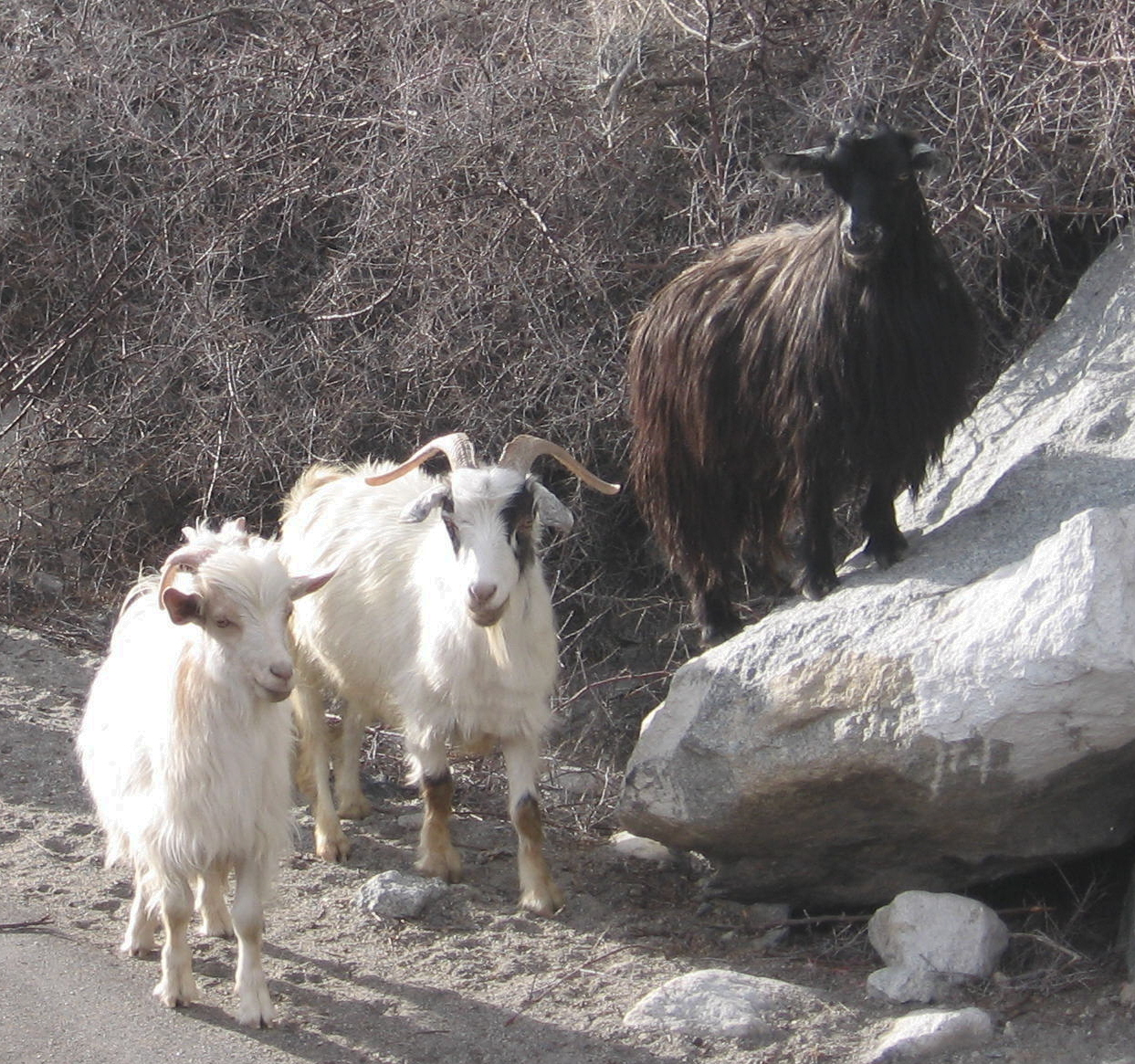
Capra changtangi in ladakh

La capra Changthangi, Changra o Pashmina, è una razza di capra tipo cashmere.

## Caratteristiche
Capra degli altipiani del Tibet, Nepal, parte della Birmania e della vicina regione del Ladakh in Jammu e Kashmir in India, viene allevata per la lana cashmere ultra fine, nota come pashmînâ una volta tessuta. In passato veniva anche allevato per la sua carne.
Questa linea della Capra hircus del tipo cashmere produce un sottopelo spesso e caldo da cui proviene la lana pashmina, la più pregiata dei cashmere, le cui fibre hanno uno spessore compreso tra 12 e 15 μm . Questa capra, solitamente addomesticata, viene allevata dalle comunità nomadi Changpa della regione di Changtang nel Grande Ladakh.
Il Changthangi è una capra rustica, molto resistente, di taglia media di colore bianco, grigio o marrone. Questa capra pesa tra 26 e 31 kg per un'altezza al garrese di ~50 cm, e l'ultimo censimento mostra una popolazione di ~ 206.000 capi.

La comunità di Changpa fa parte della comunità buddista brokpa, darde si stabilì nel nord dello stato indiano di Jammu e Kashmir. La comunità conta circa 9 000 personnes suddivise in quattordici gruppi. Ogni gruppo è composto da 20 a 176 famiglie. Oltre alle capre pashmina, il loro bestiame comprende pecore, yak e cavalli. I gruppi viaggiano dalle 8 alle 10 volte l'anno, evitando così il disastroso fenomeno del pascolo eccessivo sperimentato in altre regioni. I campi sono allestiti ad altitudini comprese tra i 3 600 ei 4 500 metri, i pascoli raggiungono i 5 600 m. Di notte le capre vengono radunate insieme, il resto della mandria forma un cerchio intorno a loro, proteggendole dal grande freddo. La capra pashmina resiste quindi a temperature che scendono a −40 °C . Ad eccezione degli allevatori più spesso selezionati per il loro colore bianco, i maschi vengono castrati subito dopo la nascita. Da giugno fino alla prima settimana di agosto, gli animali vengono pettinati a mano, il che permette di raccogliere una quantità di lana (il "pashm") da 200 a 250 grammes da una femmina e da 300 a 350 grammes da un maschio. Gli artigiani comprano il raccolto che devono liberare dalle impurità. Stimano la quantità finale a 35 % del peso originale.

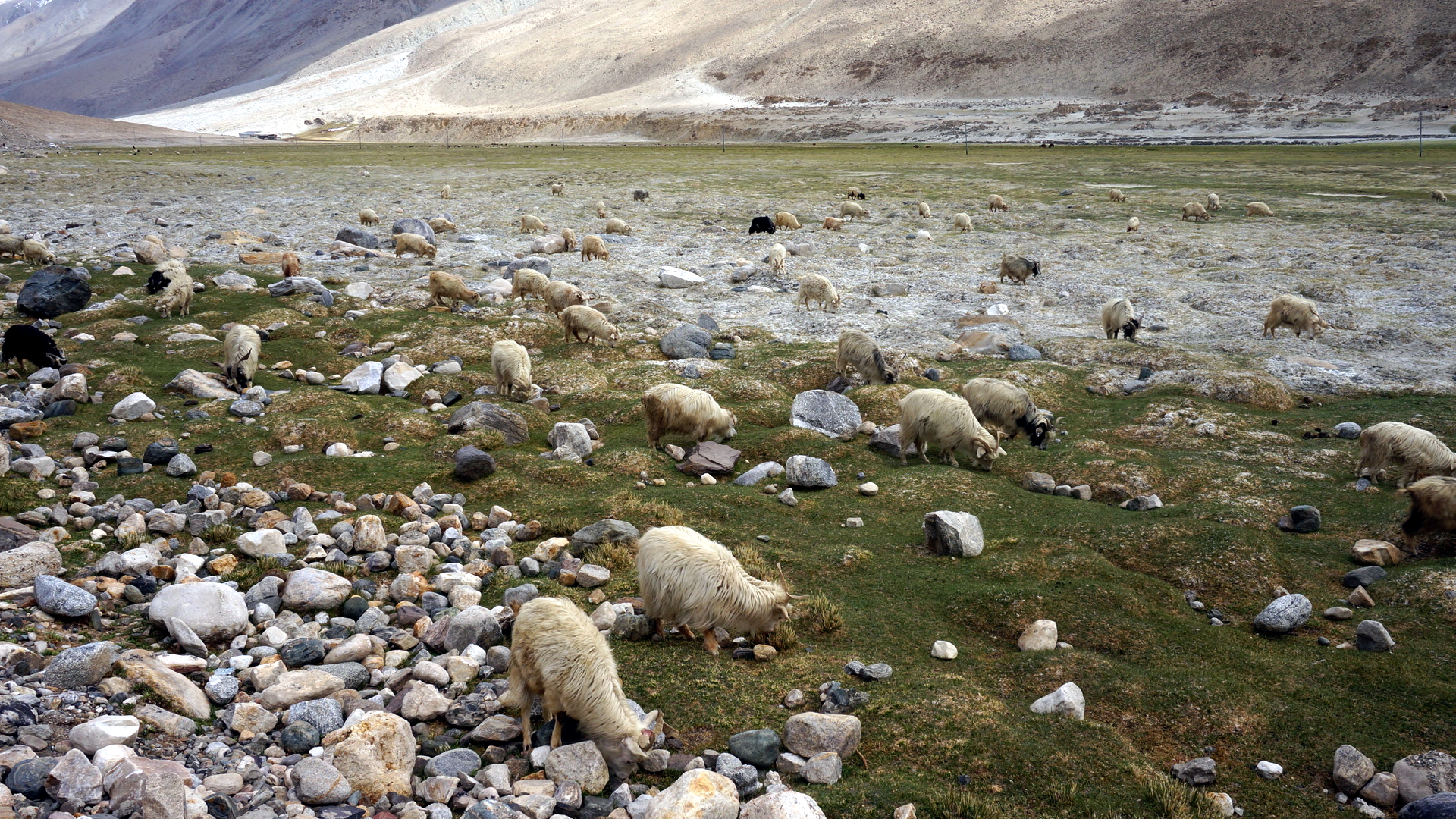
Capre al pascolo nella regione di Pangong Tso
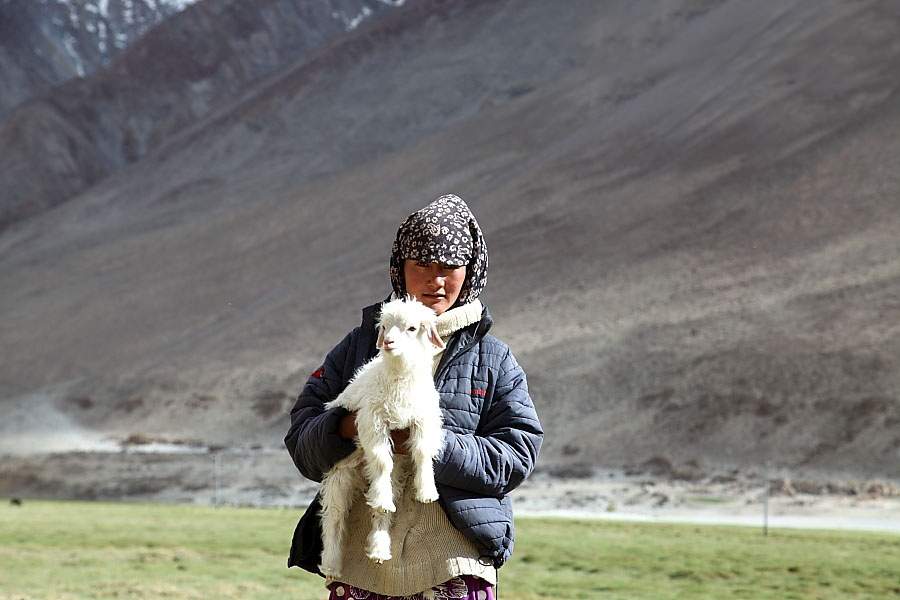
Donna della tribù nomade Changpa e una capra pashmina.
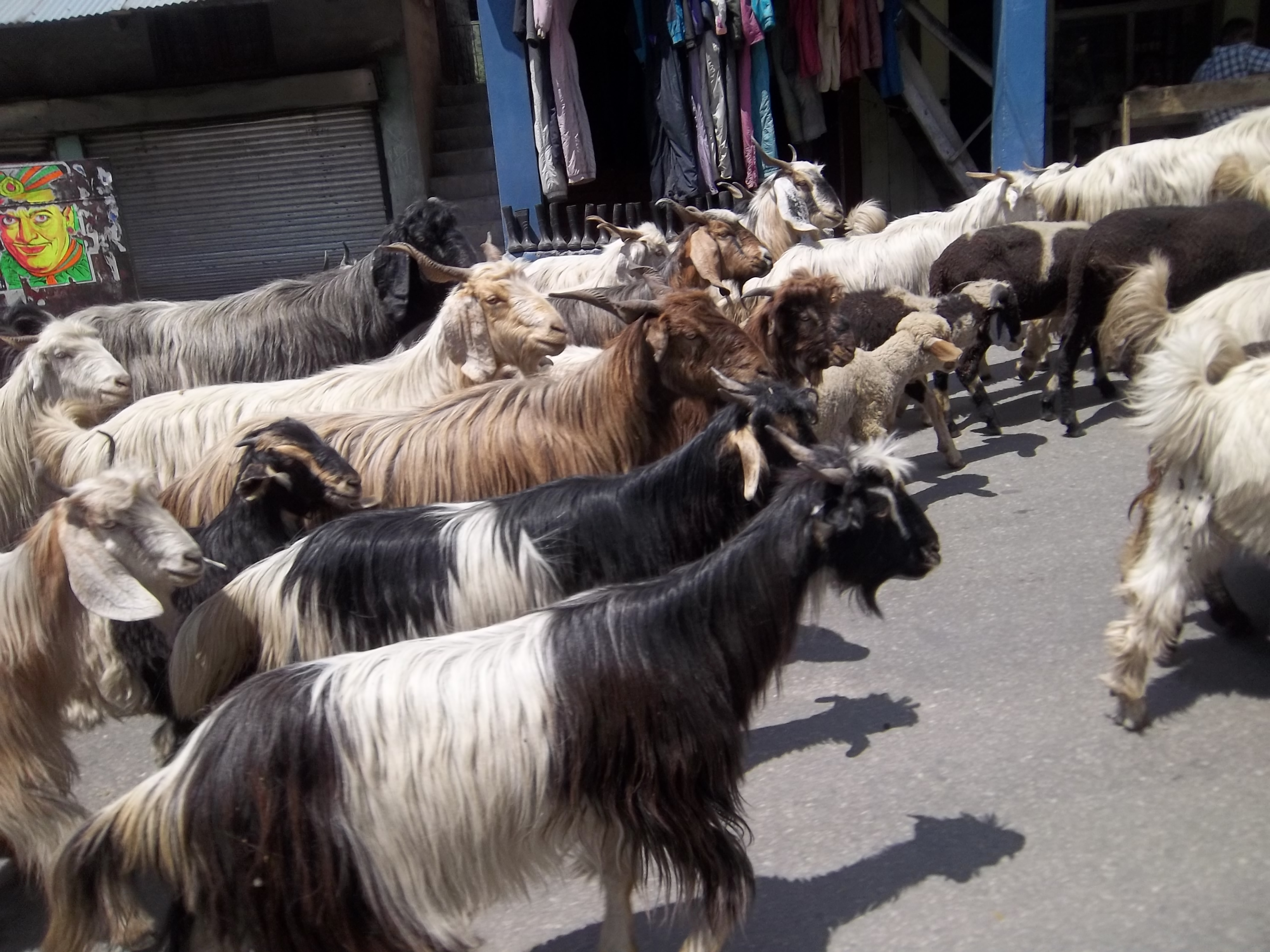
Mandria di Changthangi che passa attraverso la città di Manali a 450 km da Leh.

Fornendo la lana per i famosi scialli pashmînâ esportati in tutto il mondo, il Changthangi ha contribuito a rivitalizzare l'economia delle regioni povere di Changtang, Leh e Ladakh. Secondo uno studio pubblicato nel 2012, il distretto di Leh produce 40-50 tonnellate di fibra di pashmina raccolte da 200 000 Changthangi. Il colore del mantello varia tra il bianco, il grigio e il marrone chiaro. Quasi tutto il corpo è ricoperto di lunghi capelli e pashmina. Il peso medio alla nascita è di 2,11 kg per i maschi e di 2,06 kg per le femmine. Il peso a 300 giorni è rispettivamente di 20 e 18,7 kg. La resa di maschi e femmine di cervi, capre e antenne è rispettivamente di 402, 248, 255 e 280 g. La lunghezza della fibra è di 4,25 cm per i maschi e 4,02 cm per le femmine, il diametro è rispettivamente di 12,9 e 13 μ.

Trattamento della lana a Leh
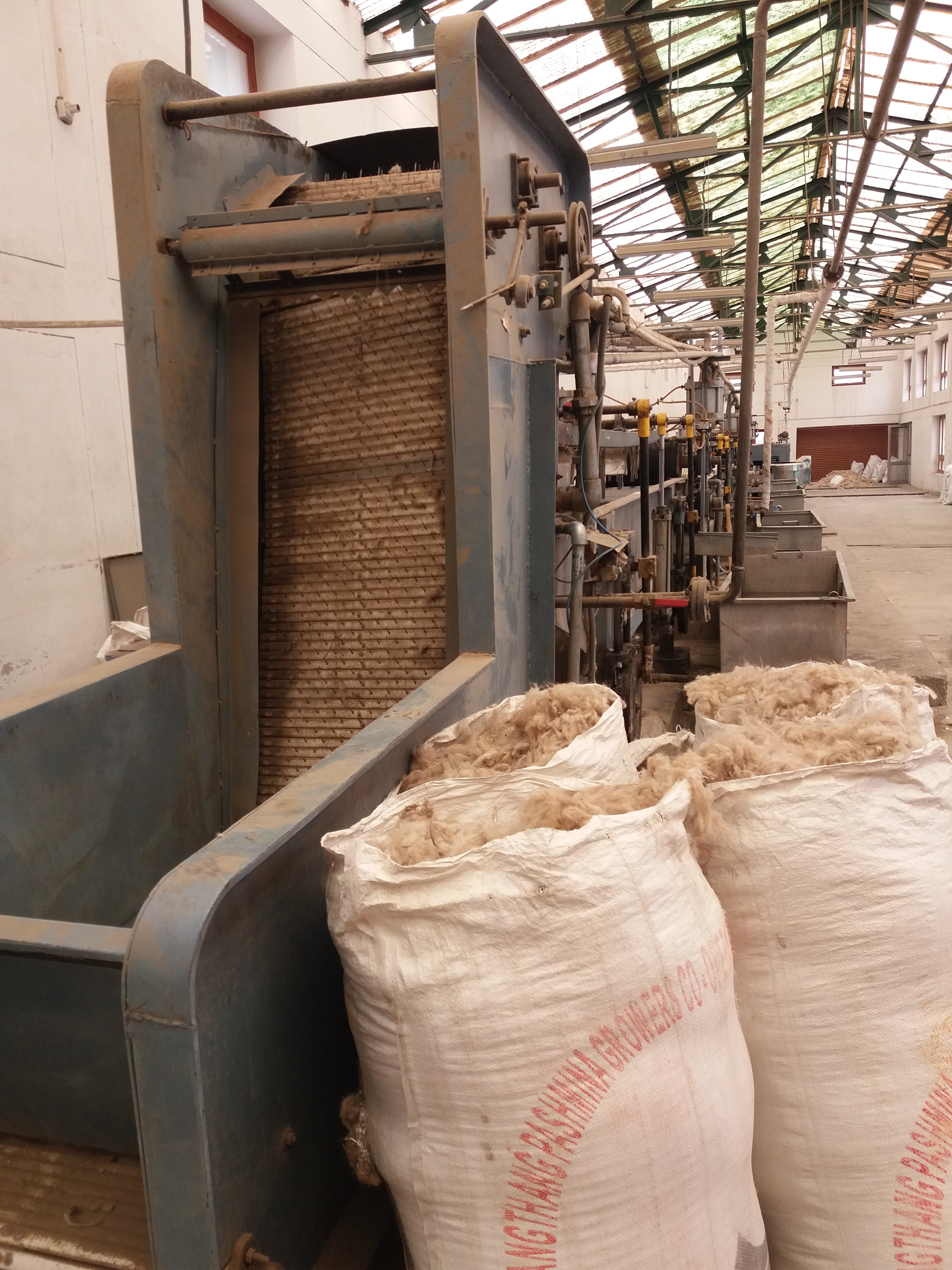
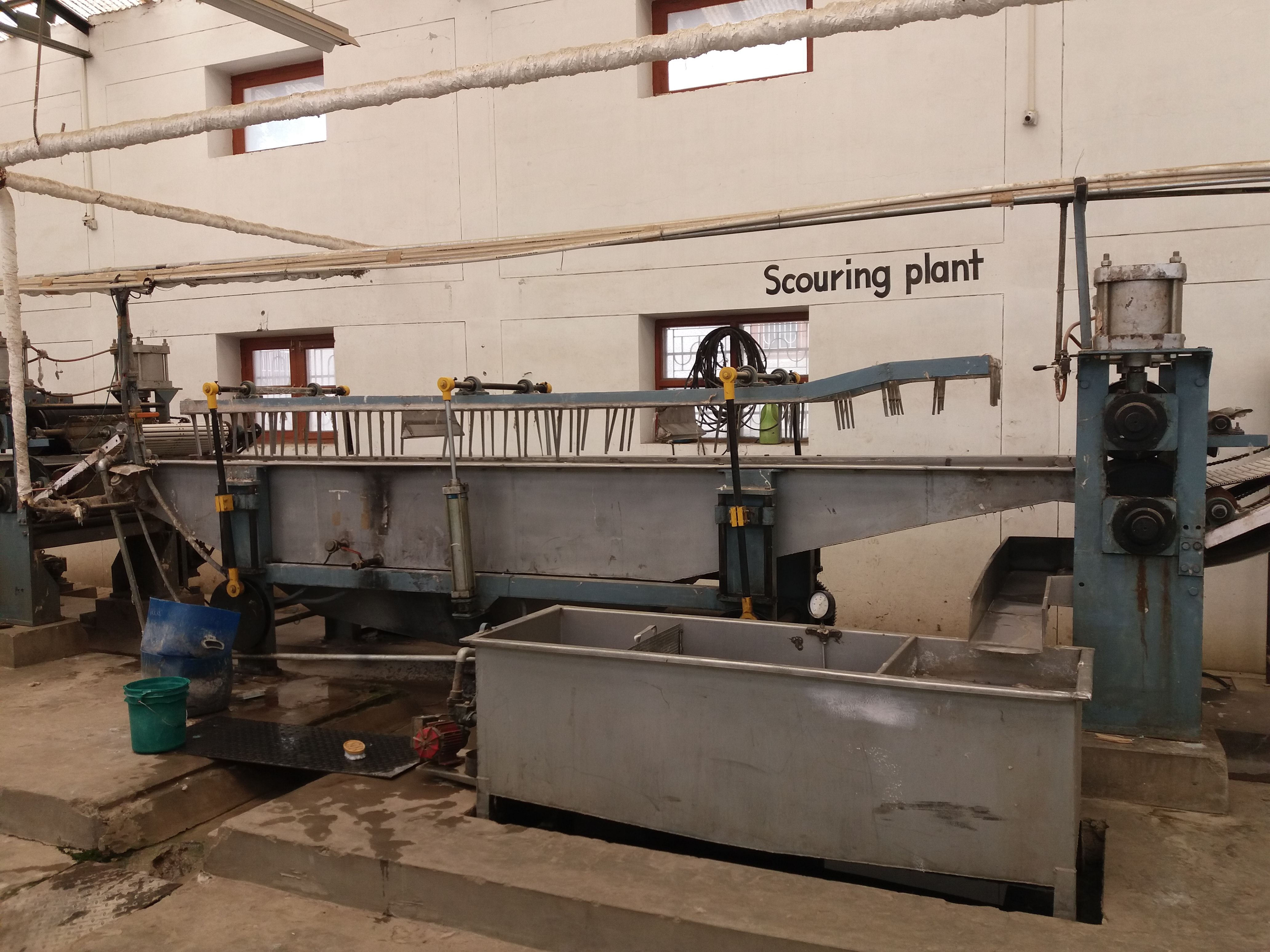
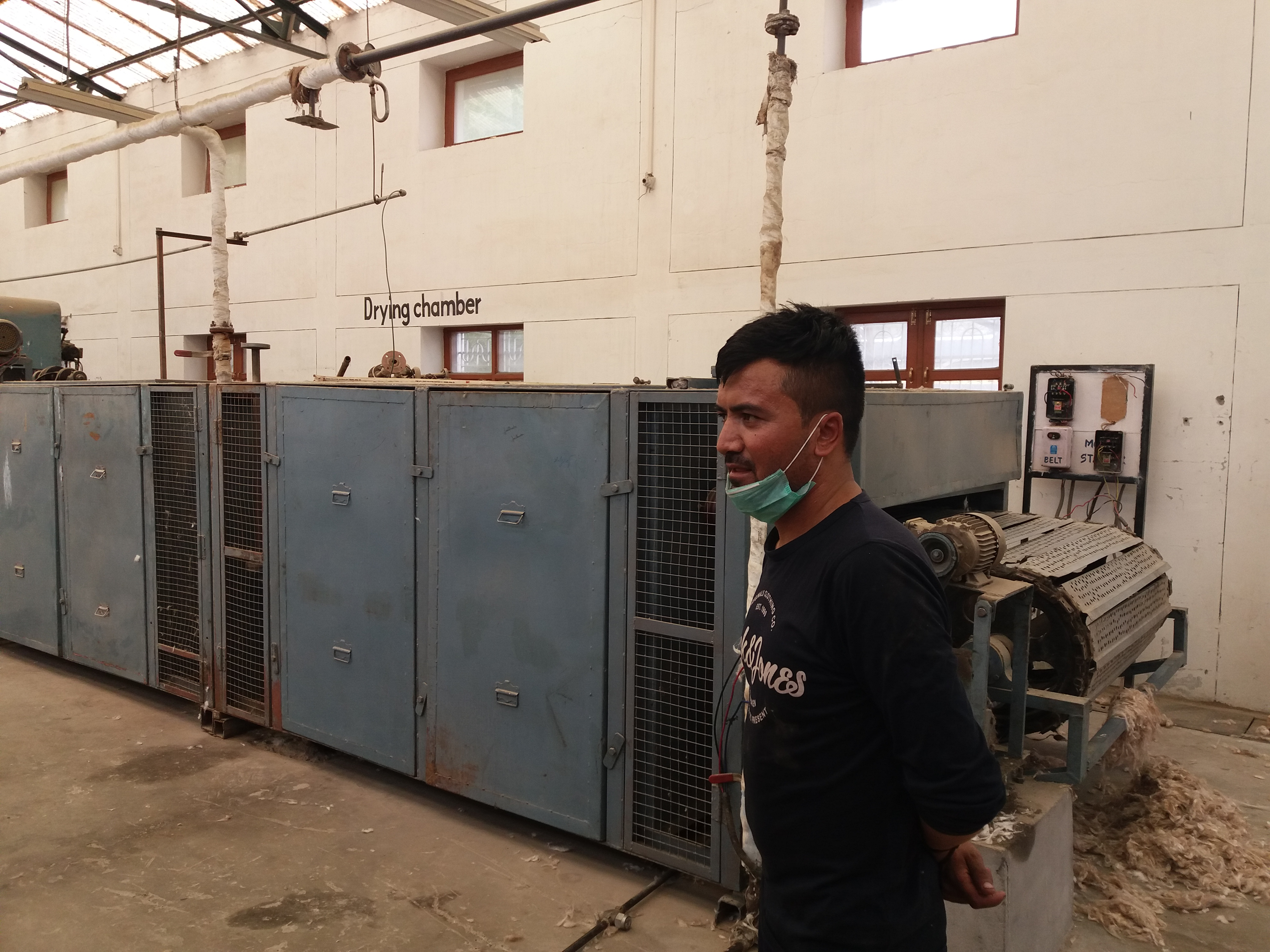
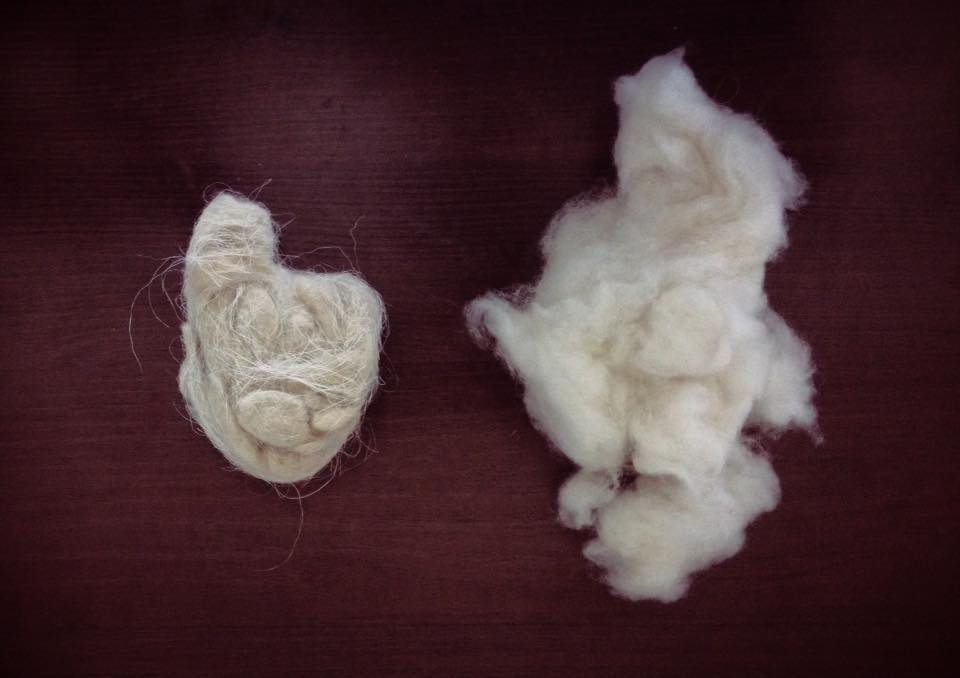

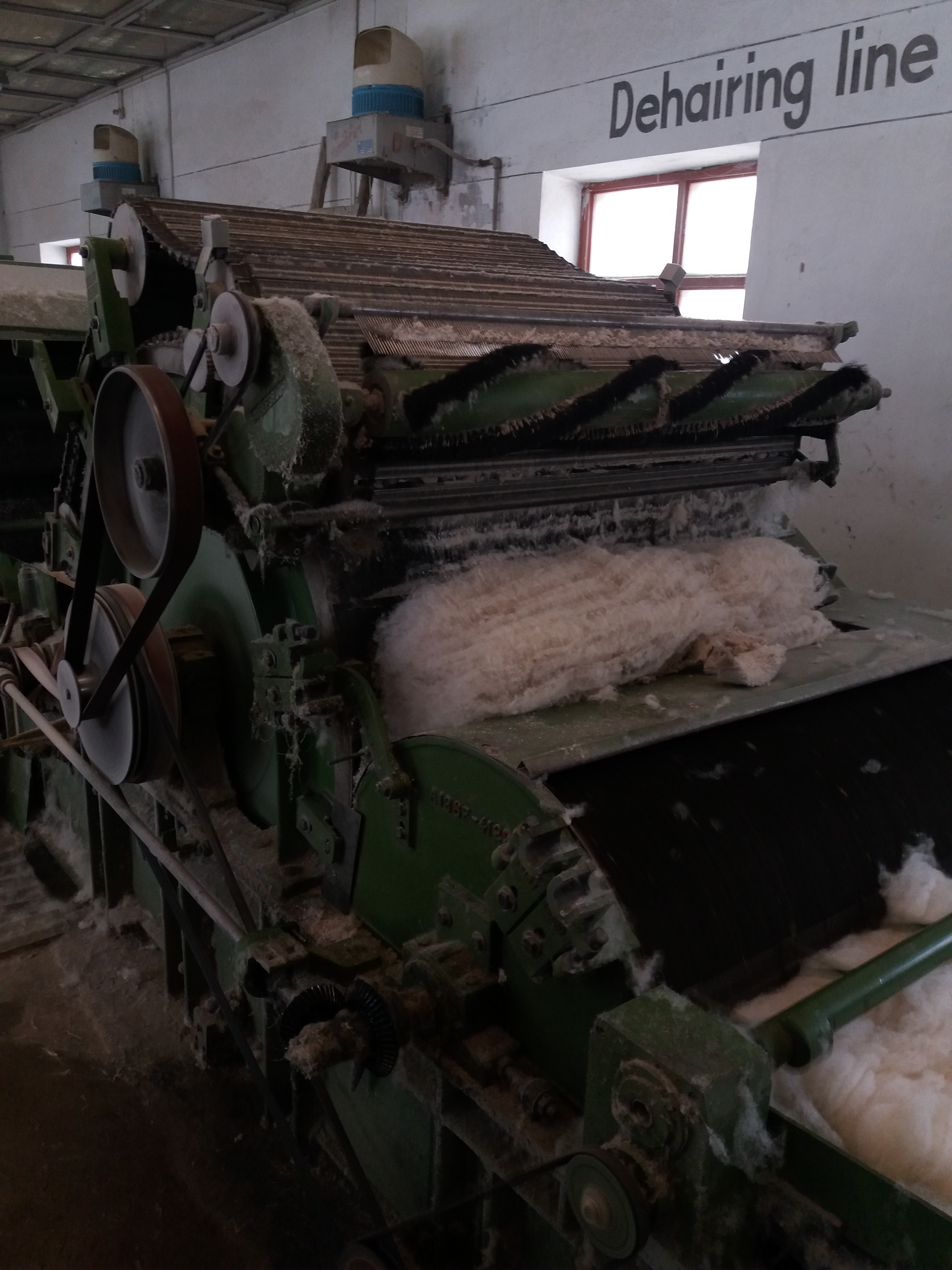
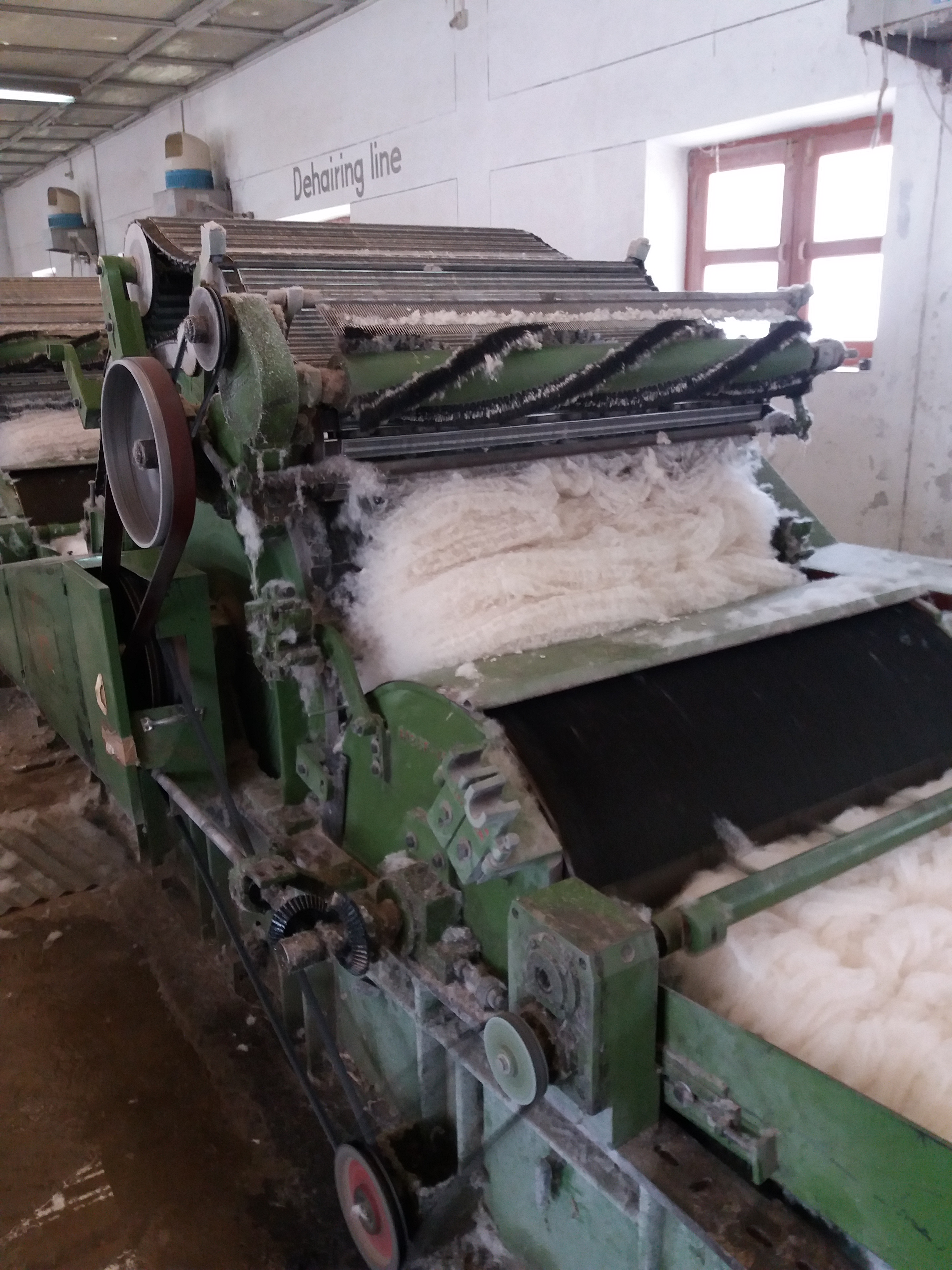
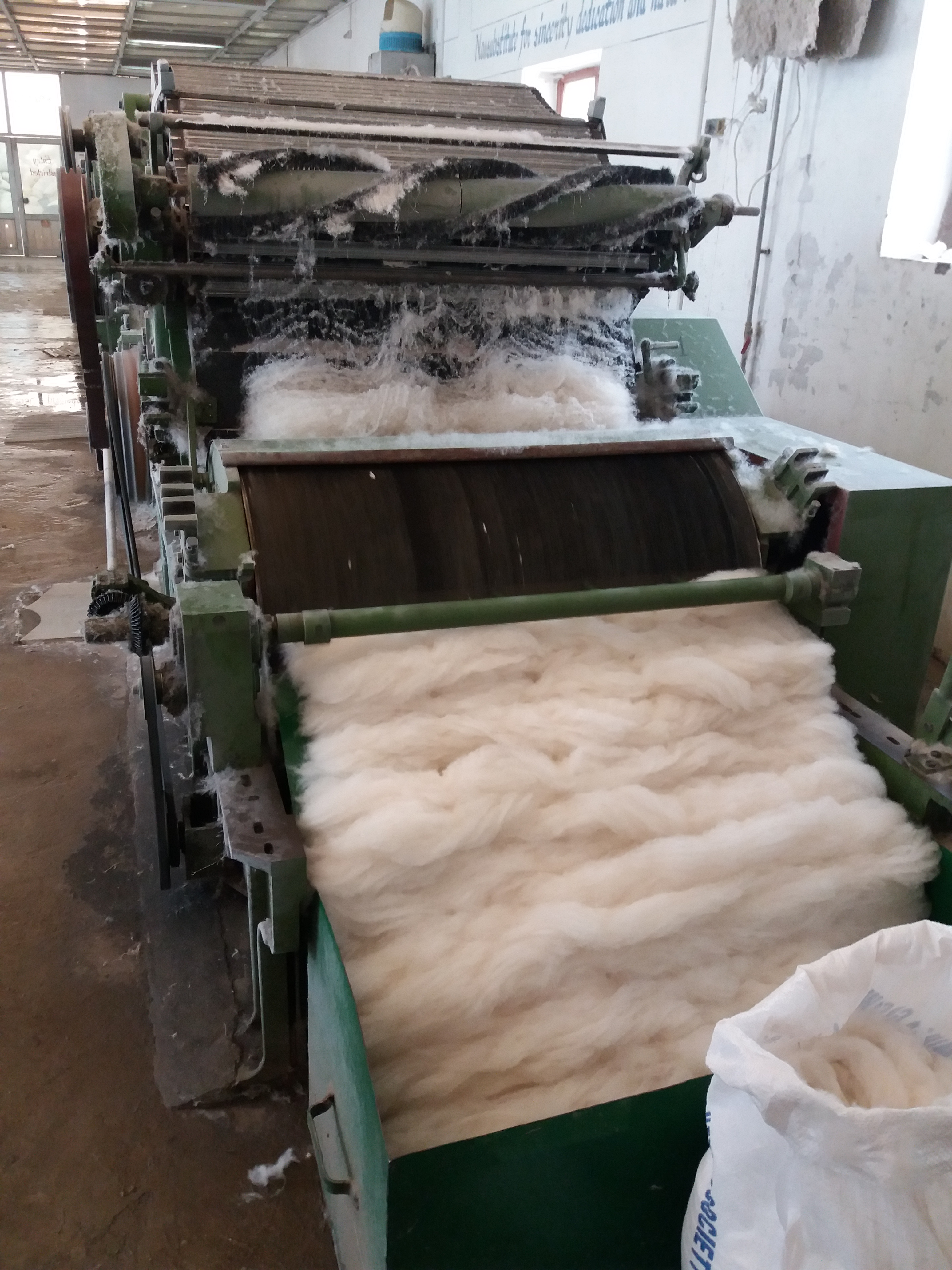
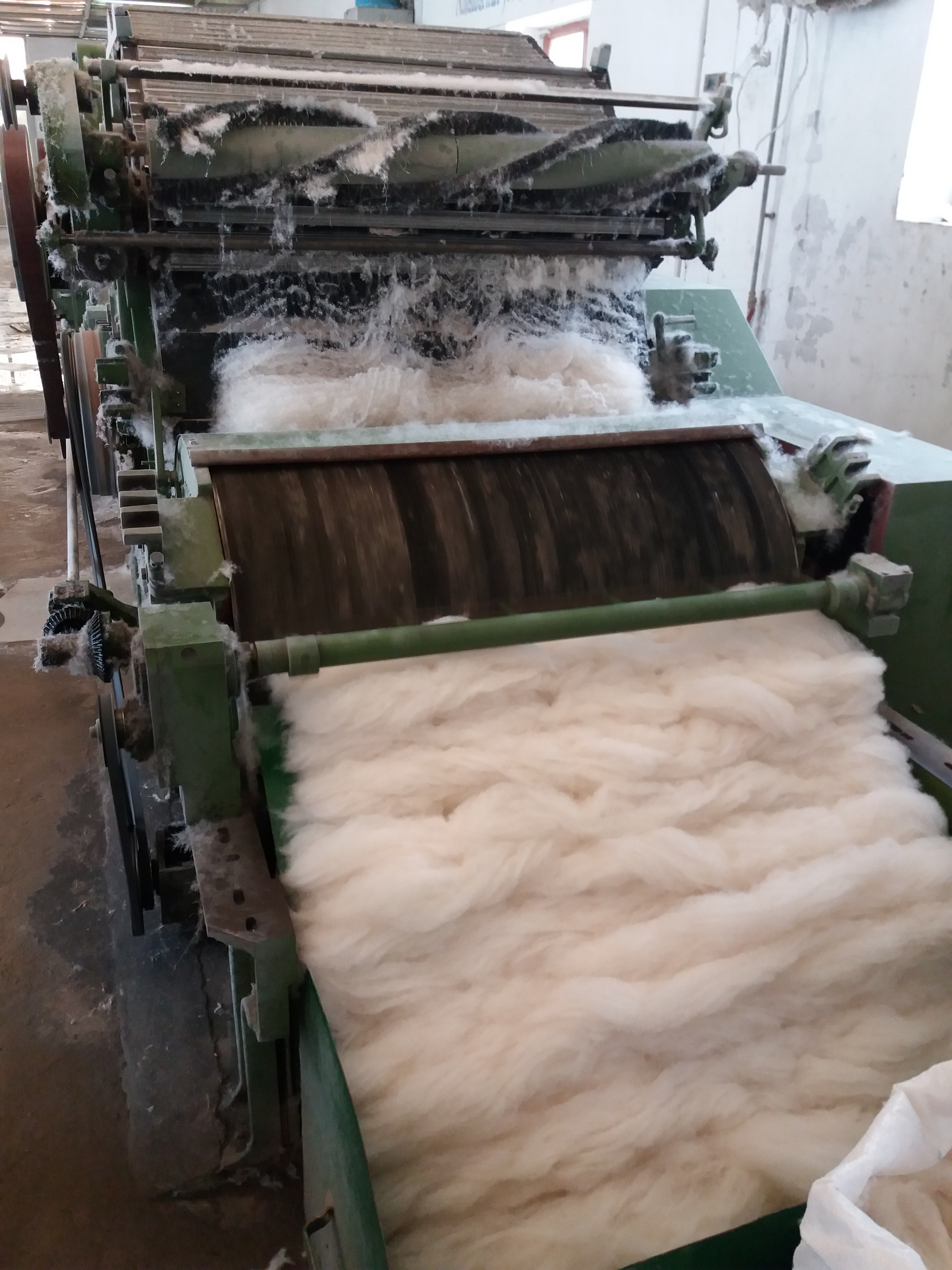

Noori, la prima capra Pashmina clonata al mondo, è nata il 9 marzo 2012 presso la Facoltà di scienze veterinarie e zootecniche del Kashmir Sher-e-Kashmir University of Agricultural Science and Technology (SKUAST) situata a Shuhama, 25 km a est di Srinagar.